# Carpinus tschonoskii
Carpinus tschonoskii là một loài thực vật có hoa trong họ Betulaceae. Loài này được Maxim. mô tả khoa học đầu tiên năm 1881.

## Hình ảnh

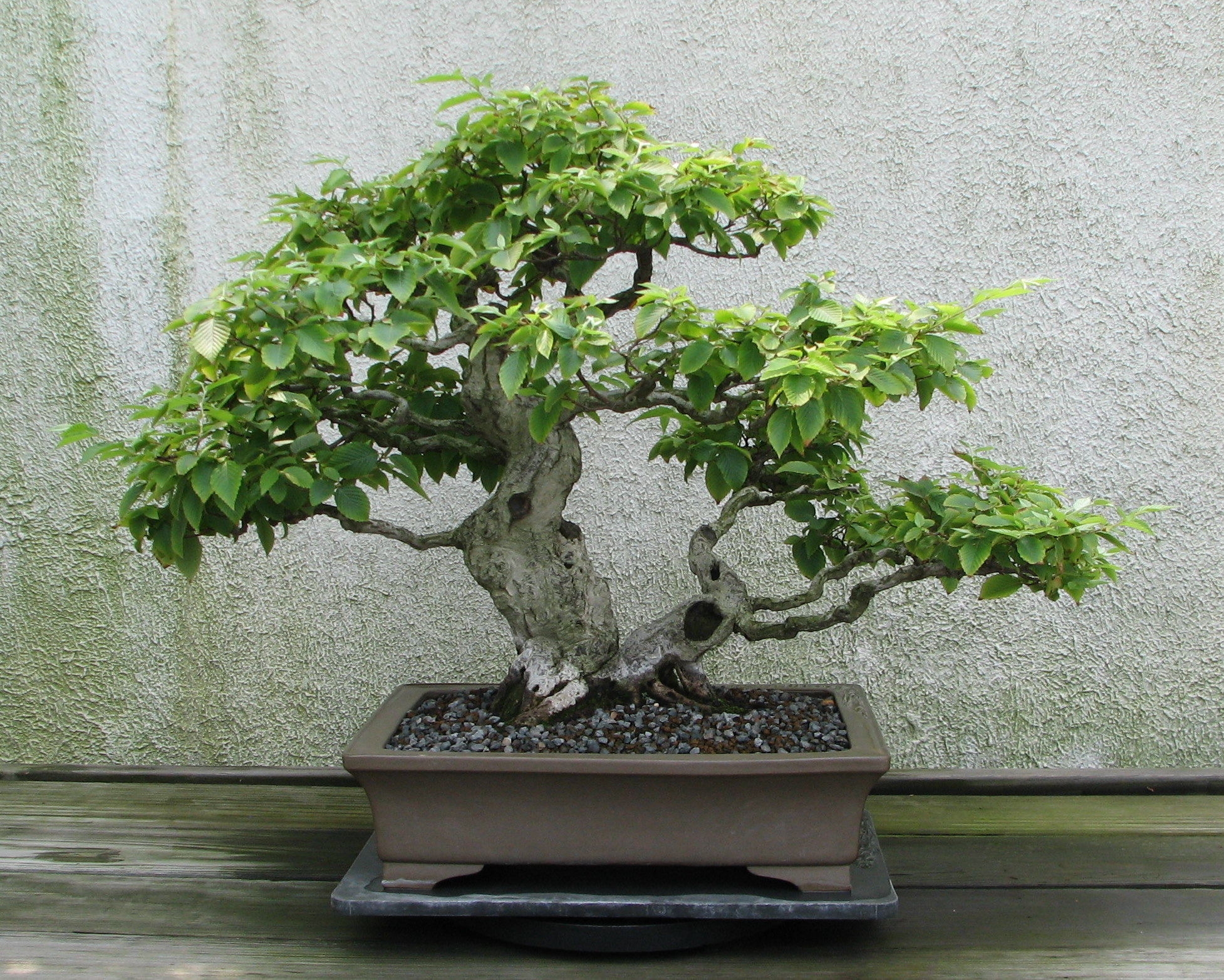
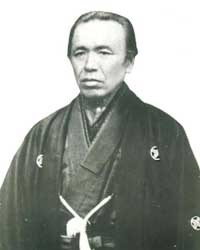
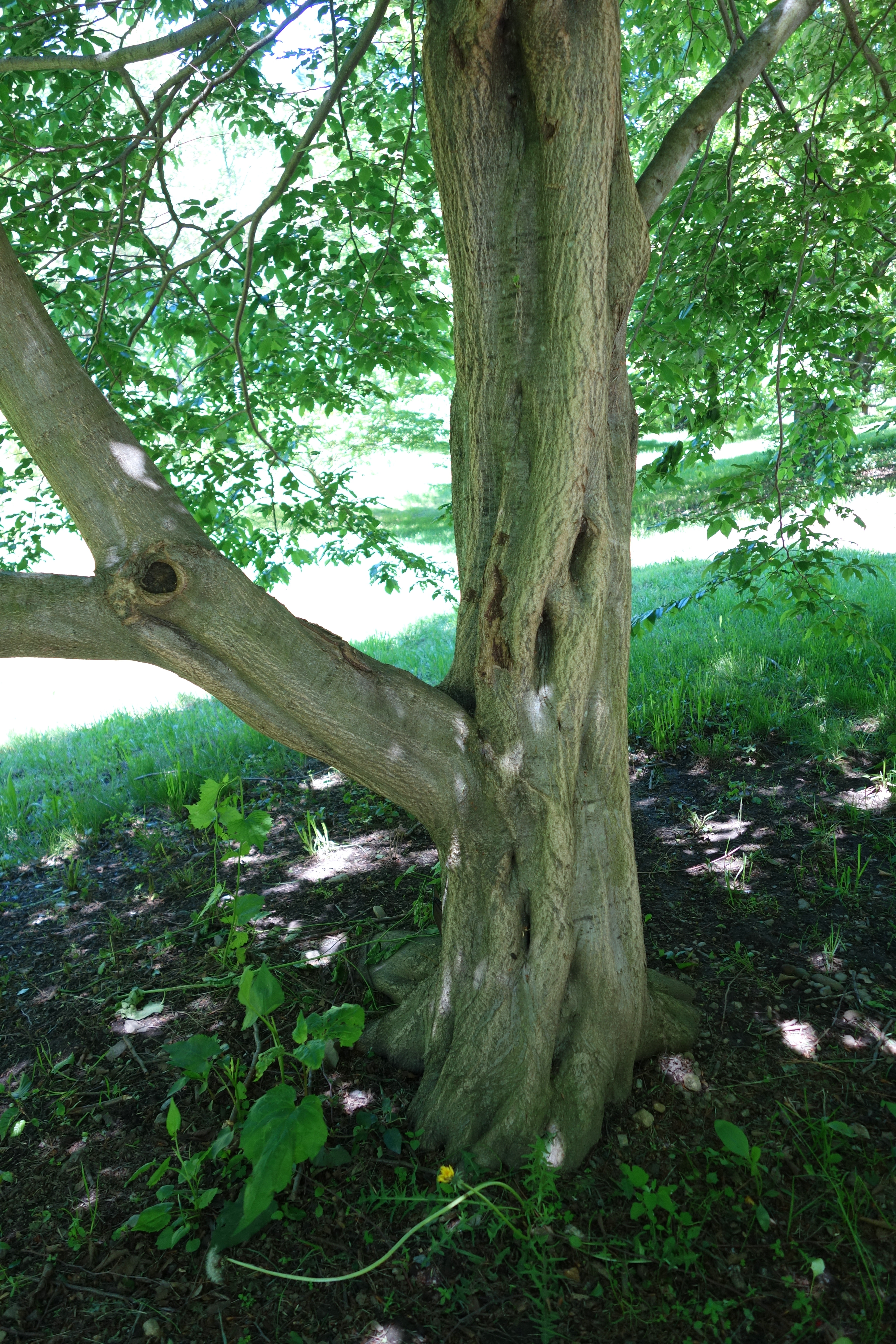
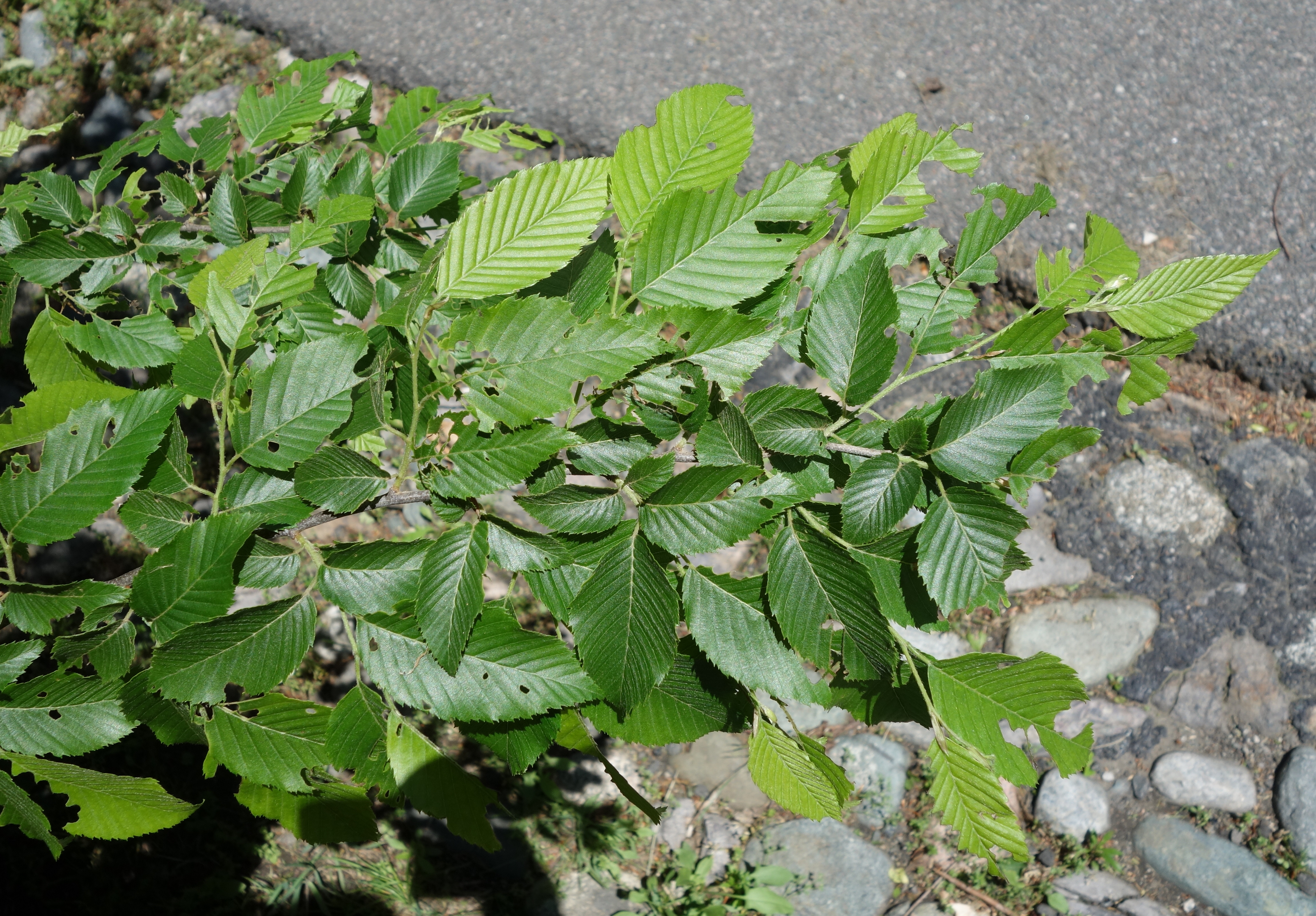